# Хайнрих XLIII (Ройс-Кьостриц)
Хайнрих XLIII Ройс-Кьостриц (на немски: Heinrich XLIII Reuss-Köstritz; * 12 април 1752 в Копенхаген; † 22 септември 1814 в Манхайм) от род Ройс– стария клон, е граф на Ройс-Кьостриц (1783 – 1806) и княз на Ройс-Кьостриц (1806 – 1814). Той наследява през 1806 г. Ройс-Кьостриц.
Той е големият син на граф Хайнрих VI Ройс-Кьостриц (1707 – 1783), на датска и пруска служби, и съпругата му много богатата Хенриетта Йоана Франциска Сузана Казадо и Хугуетан, 4. маркграфиня на Монтелеон (1725 – 1761), дъщеря на Антонио Казадо и Веласцо, 3. маркграф на Монтелеóон (1703 – 1740) и Маргарета Хугуетан, графиня фон Гилденстеен (1702 – 1766).
Сестра му Фридерика Луиза София (1748 – 1798) е омъжена на 10 март 1767 г. в Берлин за Йохан Кристиан II фон Золмс-Барут (1733 – 1800). По-малкият му брат е граф Хайнрих XLVIII (1759 – 1825).
Син му княз Хайнрих LXIV Ройс-Кьостриц (1787 – 1856) е наследен от братовчед му Хайнрих LXIX Ройс-Кьостриц (1792 – 1878) като княз на Ройс-Кьостриц (1856 – 1878).

## Фамилия
Хайнрих XLIII Ройс-Кьостриц се жени на 1 юни 1781 г. в Еберсдорф за графиня Луиза Ройс Еберсдорф (* 2 юни 1759; † 5 декември 1840), дъщеря на граф Хайнрих XXIV фон Ройс-Еберсдорф (1724 – 1779) и графиня Каролина Ернестина фон Ербах-Шьонберг (1727 – 1796). Те имат пет деца:
- Каролина Ройс-Кьостриц (* 23 април 1782, Кьостриц; † 15 юли 1853, Шлайц)
- Хайнрих LIX Ройс-Кьостриц (* 28 август 1783, Кьостриц; † 14 януари 1784, Кьостриц), граф
- Хайнрих LXI Ройс-Кьостриц (* 8 декември 1784, Кьостриц; † 29 август 1813, в битката при Кулм), граф и наследствен принц
- Хайнрих LXIV Ройс-Кьостриц (* 31 март 1787, Кьостриц; † 16 септември 1856, Ернстбрун), княз на Шлайц-Кьостриц (1814 – 1856), неженен
- Франциска Ройс Ройс-Кьостриц (* 7 декември 1788, Кьостриц; † 17 юни 1843, Лобенщайн), омъжена на 31 май 1811 г. в Манхайм за княз Хайнрих LIV Ройс-Лобенщайн (* 8 октомври 1767; † 7 май 1824), син на граф Хайнрих XXV Ройс-Лобенщайн-Зелбиц (1724 – 1801) и графиня Мария Елизабет Ройс-Еберсдорф (1740 – 1784)